# Kermes bekiri
Kermes bekiri är en insektsart som beskrevs av Bodenheimer 1953. Kermes bekiri ingår i släktet Kermes och familjen eksköldlöss.
Artens utbredningsområde är Turkiet. Inga underarter finns listade i Catalogue of Life.